# Enseignement officiel

Logo de l'Enseignement officiel

L'Enseignement officiel est un réseau belge d'établissements scolaires publics francophones dépendant de la Communauté française de Belgique. Les écoles belges francophones ne faisant pas partie de l'enseignement officiel appartiennent au réseau d'enseignement dit "libre".
Les écoles du réseau Enseignement officiel appartiennent soit directement à la Communauté française (« officiel organisé » ; historiquement, les écoles d'État comme les athénées royaux) et sont gérées par Wallonie-Bruxelles Enseignement (WBE) ; soit à tout autre pouvoir public comme les communes, les provinces ou, à Bruxelles, la Commission communautaire française (Cocof). Elles sont alors subventionnées par la Communauté française (« officiel subventionné »).
Le réseau est formé de trois différents organes de représentation auprès des autorités : la WBE pour « l'officiel organisé », le Conseil de l'Enseignement des communes et provinces (CECP) pour l'enseignement fondamental « officiel subventionné », ainsi que secondaire spécialisé, et en dernier lieu le Conseil des Pouvoirs organisateurs de l'Enseignement officiel neutre subventionné (CPEONS) pour l'enseignement secondaire ordinaire « officiel subventionné ».

## Lien
Définition et explications sur le site de la Fédération des Associations de Parents de l'Enseignement Officiel.